# فرانك أيرونز
فرانك أيرونز (بالإنجليزية: Frank Irons)‏ هو منافس ألعاب قوى أمريكي، ولد في 23 مارس 1886 في دي موين في الولايات المتحدة، وتوفي في 19 يونيو 1942 في بلاتين في الولايات المتحدة.

## وصلات خارجية
- فرانك أيرونز على موقع أوليمبيديا (الإنجليزية)